# Kazimierzów (województwo lubelskie)
Kazimierzów – wieś w Polsce położona w województwie lubelskim, w powiecie opolskim, w gminie Opole Lubelskie. 
W latach 1975–1998 administracyjnie należała do ówczesnego województwa lubelskiego. 
Wieś stanowi sołectwo w gminie Opole Lubelskie. Według Narodowego Spisu Powszechnego z roku 2011 wieś liczyła 266 mieszkańców.
Część wsi położona jest po drugiej stronie drogi 824, a do niej należą przysiółki Kleniewo oraz Lipniak. Charakterystycznym elementem wsi są małe budynki gospodarcze położone od strony Chodelki, używane m.in. jako suszarnie tytoniu.

## Części wsi
| SIMC    | Nazwa    | Rodzaj      |
| ------- | -------- | ----------- |
| 0388300 | Kleniewo | osada leśna |
| 1022890 | Lipniak  | część wsi   |